# 矮小楕円銀河
矮小楕円銀河（dwarf elliptical galaxy、dE）は、他よりも小さな楕円銀河である。dEに分類され、銀河や星団としては極めて一般的なものであり、常に他の銀河に伴っている。

## 例
最も近い矮小楕円銀河の1つは、アンドロメダ銀河の伴銀河であるM110であり、1773年にフランスの彗星ハンターであるシャルル・メシエが発見した。これは1944年にウォルター・バーデがNGC 147とNGC 185を個々の恒星に分けて局所銀河群の一員と確認するまで、唯一のものであった。NGC 147とNGC 185を個々の恒星に分解するのは、矮小楕円銀河は非常に近い銀河であることから可能になった。1950年代に、矮小楕円銀河はろ座やおとめ座の銀河団からも発見された。

## 巨大楕円銀河の伴銀河
矮小楕円銀河は、-18等級から-14等級の絶対等級を持ち、巨大楕円銀河よりも暗い。巨大楕円銀河の表面輝度分布はド＝ヴォークルールの法則により良く記述されるが、矮小楕円銀河では表面輝度分布が指数関数的に減少する。しかしどちらの型もより一般的なセルシックの法則には従い、矮小楕円銀河も巨大楕円銀河同じ系列にあることが示唆される。矮小楕円体銀河と呼ばれるより暗い楕円に似た形の銀河は、根本から異なるもののようである。

## 起源についての2つの仮説
矮小楕円銀河は、おそらく宇宙のかなり初期から存在する天体である。現在広く受け入れられている標準宇宙理論によると、ダークマターやガスから構成される小さな天体が最初に形成される。重力相互作用により、それらのいくつかは融合、合併してより質量の大きい天体を作る。更に融合が進むとさらに質量の大きな天体が作られる。
融合の進展によって今日の銀河が形作られたと考えられており、「階層的合併」と呼ばれる。もしこの仮説が正しいとすると、矮小銀河は今日の巨大銀河の構成要素になりうるということになる。
別の仮説では、矮小楕円銀河は低質量の渦巻銀河が巨大銀河と相互作用を繰り返して丸い形になった残骸であるとされる。銀河同士の相互作用によって銀河の形態を変えるこの過程は「銀河ハラスメント」と呼ばれる。この後者の仮説の証拠は、渦巻銀河のディスクや渦状腕の形に表れる。この仮説の下では、ディスクと腕は渦巻銀河の元々のディスクから変形を受けた形であり、同様にディスクや腕の小さな残骸が影響を受けた矮小楕円銀河の中に埋め込まれることになる。